# Edward Hill, Baron Hill of Wivenhoe
Edward „Ted“ James Hill, Baron Hill of Wivenhoe (* 20. August 1899; † 14. Dezember 1969) war ein britischer Gewerkschaftsfunktionär, der zwischen 1948 und 1965 Generalsekretär der Gewerkschaft Amalgamated Society of Boilermakers, Shipwrights, Blacksmiths and Structural Workers war und 1967 als Life Peer aufgrund des Life Peerages Act 1958 Mitglied des House of Lords wurde.

## Leben
Hill leistete nach dem Besuch der Napier Road School in East Ham während des Ersten Weltkrieges seinen Militärdienst bei den Royal Marines Engineers. Nach Kriegsende begann er eine berufliche Tätigkeit als Kesselschmied bei der Peninsular and Oriental Steam Navigation Company (P & O) und engagierte sich bereits während dieser Zeit in der Vereinigten Gewerkschaft der Kesselschmiede, Schiffbauer, Schmiede und Arbeiter (Amalgamated Society of Boilermakers, Shipwrights, Blacksmiths and Structural Workers) (A.S.B.S.B.S.W.). Gemeinsam mit Aneurin Bevan organisierte er 1934 einen landesweiten Hungermarsch und wurde 1939 für den Gewerkschaftsbezirk London zum Mitglied des Exekutivkomitees der A.S.B.S.B.S.W. gewählt.
Nach Ende des Zweiten Weltkrieges wurde Hill als Nachfolger von Mark Hodgson zum Generalsekretär der A.S.B.S.B.S.W. gewählt und bekleidete diese Funktion 17 Jahre lang bis zu seiner Ablösung durch Danny McGarvey 1965. Darüber hinaus erfolgte ebenfalls 1948 auf dem Kongress des Trades Union Congress (TUC), des Dachverbandes der britischen Gewerkschaften, in Margate seine Wahl zum Mitglied des Generalrates des TUC, dem er auch bis 1965 angehörte.
Auf dem Gewerkschaftskongress des TUC 1961 in Portsmouth wurde Hill als Nachfolger von Claude Bartlett für eine einjährige Amtszeit zum Präsidenten des TUC gewählt und übte dieses Amt bis zu seiner Ablösung durch Anne Goodwin auf dem Gewerkschaftstag 1962 in Blackpool aus. Zwischen 1963 und 1965 war er außerdem Präsident der A.S.B.S.B.S.W. und gab danach alle Gewerkschaftsämter auf.
Durch ein Letters Patent vom 21. September 1967 wurde Hill aufgrund des Life Peerages Act 1958 als Life Peer mit dem Titel Baron Hill of Wivenhoe, of Wivenhoe in the County of Essex, in den Adelsstand erhoben und gehörte damit bis zu seinem Tod dem House of Lords als Mitglied an. Seine offizielle Einführung (Introduction) in das Oberhaus erfolgte mit Unterstützung durch Ernest Popplewell, Baron Popplewell und Billy Blyton, Baron Blyton.